# Segona onada de teoria feminista
La segona onada de teoria feminista és el nom que reben les teories feministes de mitjans del segle xx per diferenciar-se dels postulats de la primera onada de teoria feminista. El seu origen es troba als Estats Units, des d'on va estendre's al món occidental, fins que van aparèixer els diversos moviments feministes que s'anomenen tercera onada de teoria feminista.

## Pensament
Aquest corrent analitza com el món masculí esdevé la norma i la dona és vista com a excepció o desviació d'aquesta regla (Vegeu Principi de la barrufeta), fet que condueix a desigualtats en no tenir en compte el seu punt de vista. La tesi prové de l'assaig El segon sexe de Simone de Beauvoir. Aquestes desigualtats ja no tenen a veure només amb la política, com amb èpoques precedents, sinó amb totes les esferes de la vida quotidiana on s'imposa un masclisme de facto. Sovint aquest masclisme era esperonat per les mateixes dones, que per l'educació rebuda promovien un model de família nuclear i subordinació domèstica on relegaven les seves aspiracions professionals i personals en favor del marit i dels fills, acceptant aquest paper pel fet de ser dones.
El masclisme afectava a la impossibilitat d'accedir a determinades feines o cobrar menys per elles, al fet de tenir més pes en les tasques domèstiques o a la discriminació econòmica de la dona. Igualment es tenen en compte les representacions de la dona als mitjans de comunicació i a la cultura, que accentuen el seu paper submís, un bon exemple de reivindicació va ser per exemple la Protesta contra Miss Amèrica. Per això la segona onada fa èmfasi en la diversitat de models de dona possibles, tots ells acceptables. Recull l'herència de l'onada anterior sobre qüestions relacionades amb la sexualitat i la reproducció.
Aquest moviment va incidir de manera decisiva en l'augment dels centres escolars mixtes, ja que es creia que la coeducació és la millor arma per combatre les desigualtats de gènere, fent que les noves generacions aprenguin noves maneres de relacionar-se entre sexes sense que cap quedi subordinat a l'altre. La major presència de dones a la universitat s'ha de llegir en la mateixa línia.
La segona onada s'alià ben aviat amb moviments de defensa de les minories, com ara associacions antiracistes o pacifistes, que reivindicaven també el dret a ser iguals sense que el concepte d'alteritat suposés un predomini d'un model social sobre els altres (minories).

## Accions
La segona onada va prosseguir la línia discursiva com a manera de crear consciència entre les dones sobre la seva situació oprimida. La diferència és que a banda dels assajos, es va fer un ús massiu dels mitjans de comunicació, amb articles als diaris, entrevistes a la ràdio i ús de tècniques de la publicitat. Aquests mitjans s'utilitzen també per donar suport a les diferents accions de protesta.
Una línia té com a objectiu canviar la legislació per no discriminar la dona, per exemple els drets a veto a dones per entrar en determinades institucions, la legislació sobre el control dels béns dins del matrimoni, els decrets que afavoreixen l'educació de les nenes o que prohibeixen determinats missatges masclistes.
La segona actua conscienciant la societat fent evidents els masclismes que no són vistos com a tals per culpa de la tradició (micromasclismes). Així es denuncia la imposició d'un únic model de dona (mare i esposa perfecta) i els prejudicis que hi van associats.

## Cultura popular
Existeixen còmics, obres d'arts plàstiques i pel·lícules inspirades en la segona onada del feminisme, com per exemple el film documental She's Beautiful When She's Angry.